# Црква Светог Николе-Рабровица у Дивцима
Црква Светог Николе у засеоку Рабровица у Дивцима, на територији града Ваљева, подигнута је 1857. године, припада Епархији ваљевској Српске православне цркве и представља непокретно културно добро као споменик културе.
Црква је подигнута на месту где је постојао манастир који су подигли Хаџи-Рувим и Алекса Ненадовић. Основа цркве је у облику издуженог правоугаоника са триконхосом на источној страни, док се изнад припрате налази висок звоник. Фасаде су богато декорисани малтерском пластиком. По истом пројекту је подигнута и црква у Новацима.
Храм је у већој мери страдао у земљотресу 1998. године и радови на санацији су трајали до 2006. године.